# Новиков, Вячеслав Владимирович (футболист)
Вячеслав Владимирович Новиков (10 июля 1952 — 6 сентября 2005) — советский и российский футболист, нападающий. Сыграл 24 матча и забил 3 гола в высшей лиге СССР.

## Биография
Воспитанник брянского футбола. Начинал заниматься футболом в секции СК «Десна» у тренера Юрия Петровича Иванова, затем занимался в брянском «Металлурге», также увлекался хоккеем. На взрослом уровне начал выступать за «Десну» в соревнованиях коллективов физкультуры.
В соревнованиях команд мастеров дебютировал в 1974 году в калужском «Локомотиве». На следующий сезон перебрался в Брянск, где в 37 матчах чемпионата отличился 14 раз. В 1977 году дебютировал в высшей лиге в составе «Кайрата», дебютный матч сыграл 2 апреля 1977 года против ЦСКА (2:1) и на 86-й минуте забил в нём решающий гол. Выступал также за «Эльбрус» из Нальчика и воронежский «Факел», в его составе сделал хет-трик в ворота брянского «Динамо». Приглашался в московское «Торпедо», но не закрепился в составе.
В 1979 году вернулся в Брянск, за всю карьеру в составе «Динамо» забил 109 голов. Является лучшим бомбардиром команды за один сезон — в 1983 году забил 25 мячей, а по общему количеству забитых голов уступает только Владимиру Фроленкову. Стал автором 700-го гола в истории команды — в 1979 году в ворота тульского «Машиностроителя».
Также в конце своей карьеры играл за команды Казахской ССР, забил более 80 голов в казахской зоне второй лиги. Завершил карьеру в брянском «Спартаке». Всего за карьеру забил в официальных матчах 240 голов.
В 1997—1998 годах работал начальником ФК «Динамо» (Брянск). Скончался 6 сентября 2005 года.